# Ыйбён
Ыйбён (кор. 의병?, 義兵?; «армия справедливости») — в средневековой Корее народное ополчение (главным образом из крестьян) для отражения иноземных захватчиков. Впервые возникло в конце X в., в период нашествия киданей. Корейские партизанские отряды наиболее известны по участию в Имджинской войне (1592—1598).

## Период Имджинской войны
Обычно простые крестьяне Кореи редко участвовали в войнах, оставляя это дело на откуп профессиональной регулярной армии. Однако во время Имджинской войны с Японией силы регулярной армии оказались значительно слабее захватчиков. Правительство повсюду призывало создавать отряды ополчения и противостоять захватчикам в тылу. Количество воинов справедливости было более 20 тысяч человек.
Самыми известными битвами с участием отрядов Ыйбён стали обороны крепостей Хэнджу и Чинджу. Это были многодневные тяжёлые битвы. Крепость Хэнджу под Сеулом ополченцам удалось отстоять, Чинджу была захвачена японцами.
Несмотря на героизм и мужество партизан, основная их помощь состояла в порче коммуникаций и связи в тылу противника.
Несмотря на то, что время существования отрядов было непродолжительным, 2-4 месяца, в истории остались некоторые имена командиров Ыйбён, такие как Квак Чэ У и Ким Чхон Иль.

## Начало XX века
С 1890-х годов и в начале XX века, во время оккупации Кореи японскими войсками, вновь стали появляться отряды Ыйбён. Их поддерживала Российская империя, стремившаяся ослабить влияние Японии на Дальнем Востоке. Во время Гражданской войны некоторые бывшие командиры повстанцев вступали в ряды Красной армии.